# دائرة سعادة
دائرة سعادة هي إحدى دوائر عمالة مراكش، التابعة لجهة مراكش آسفي، المملكة المغربية. تضم الدائرة 3 جماعات قروية، وبلغ عدد سكانها 88493 فرداً سنة 2004 حسب الإحصاء الرسمي للسكان والسكنى. يتبع للدائرة 7 مشيخة و179 دوار.

## التقسيمات الإداريّة
تعتبر دائرة سعادة إحدى الدوائر المشكّلة لعمالة مراكش، وهو التقسيم الإداري من المستوى الرابع المعتمد في المغرب. ينقسم عمالة مراكش إلى 13 جماعات قروية تختلف من حيث السكان والمساحة، والتي بدورها تنقسم إلى مشيخات تضم عدداً من الدواوير.